# Memoriał Milana Vidmara
Memoriał Milana Vidmara – rozgrywany od roku 1969 w miastach Słowenii międzynarodowy turniej szachowy poświęcony pamięci arcymistrza z tego kraju, Milana Vidmara.
Wśród uczestników odbywających się cyklicznie memoriałów byli mistrzowie świata Anatolij Karpow, Wasilij Smysłow i Aleksander Chalifman, wicemistrzowie świata Wiktor Korcznoj i Jan Timman oraz wybitni szachiści, m.in. Svetozar Gligorić, Lajos Portisch, Vlastimil Hort, Bent Larsen, Borys Gelfand, Lewon Aronian i Aleksander Bielawski. Jedynymi Polakami, którzy brali udział w memoriale Vidmara byli Bartłomiej Macieja i Mateusz Bartel. Nie osiągnęli oni jednak sukcesów: Macieja zajął w roku 2001 dziewiąte, natomiast Bartel - w 2005 dziesiąte miejsce.

## Zwycięzcy dotychczasowych memoriałów
| Lp | Rok  | Miasta                    | Zwycięzcy                           |
| -- | ---- | ------------------------- | ----------------------------------- |
| 1  | 1969 | Lublana                   | Albin Planinec                      |
| 2  | 1973 | Lublana, Portoroż         | Lajos Portisch                      |
| 3  | 1975 | Portoroż, Lublana         | Anatolij Karpow                     |
| 4  | 1977 | Lublana, Portoroż         | Bent Larsen                         |
| 5  | 1979 | Bled, Portoroż            | Jan Timman                          |
| 6  | 1985 | Portoroż, Lublana         | Lajos Portisch, Zoltan Ribli        |
| 7  | 1987 | Portoroż, Lublana         | Ivan Sokolov                        |
| 8  | 1989 | Lublana, Rogaška Slatina  | Predrag Nikolić                     |
| 9  | 1991 | Bled, Rogaška Slatina     | Predrag Nikolić                     |
| 10 | 1993 | Portoroż, Rogaška Slatina | Ivan Sokolov                        |
| 11 | 1995 | Ptuj                      | Stefan Kindermann                   |
| 12 | 1997 | Portoroż                  | Wadim Zwiagincew                    |
| 13 | 1999 | Portoroż                  | Aleksander Bielawski                |
| 14 | 2001 | Portoroż                  | Aleksander Bielawski                |
| 15 | 2003 | Portoroż                  | Aleksander Bielawski, Emil Sutowski |
| 16 | 2005 | Portoroż                  | Aleksander Bielawski                |
| 17 | 2007 | Lublana                   | Duško Pavasovič                     |